# 겐나디 랄리예프
겐나디 카즈베코비치 랄리예프(러시아어: Генна́дий Казбе́кович Ла́лиев, 1979년 3월 30일~)는 카자흐스탄의 전직 레슬링 선수이다. 2004년 하계 올림픽에서 남자 자유형 웰터급 은메달을 획득했으며 세계 선수권 대회에서 동메달 1개 획득했다.